# 亚德里亚之婚

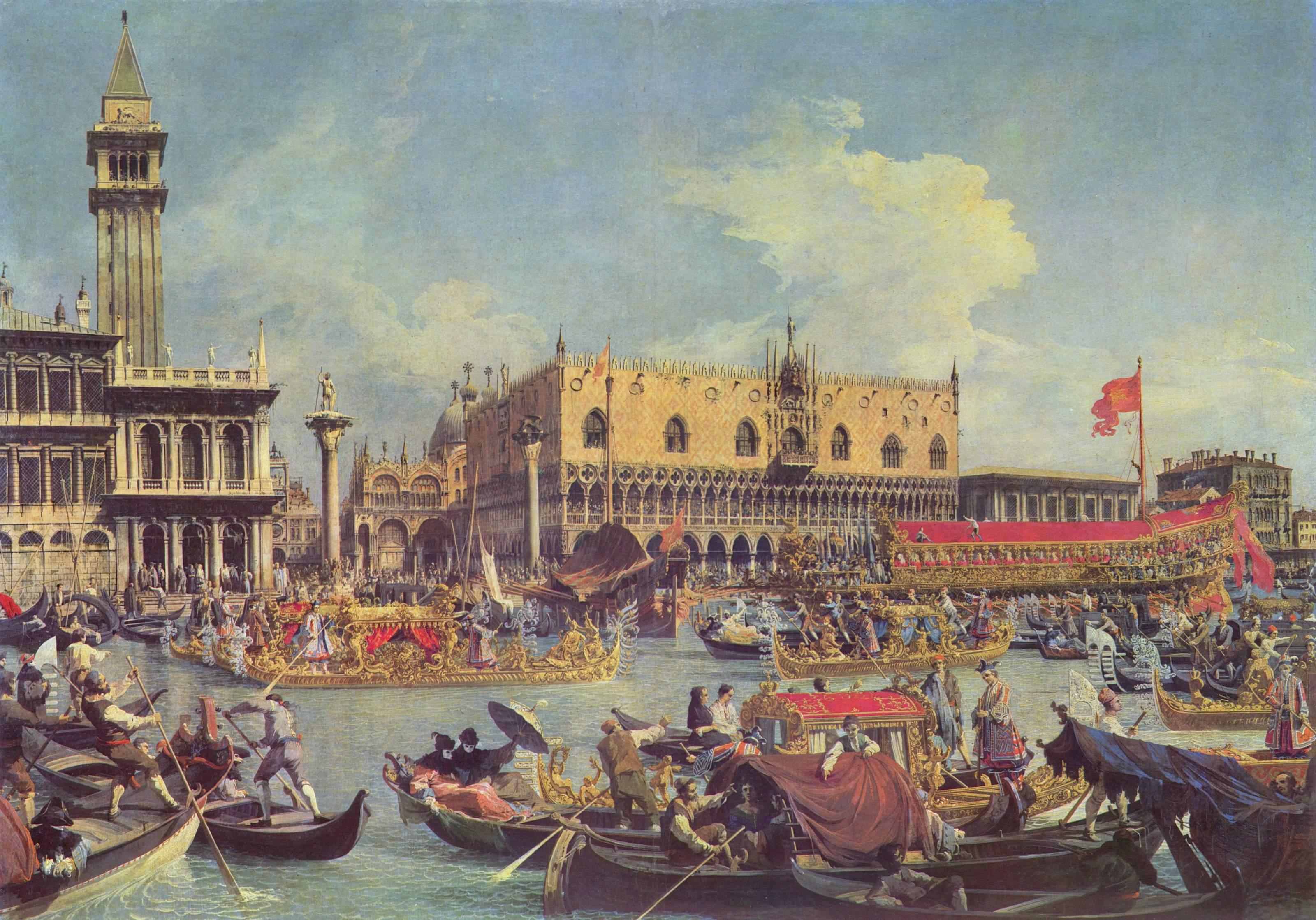
此幅画作由加纳莱托绘制，描述了1730年海洋婚礼结束后，总督乘船而归的场景。另外还有一幅加纳莱托的同名作品，曾在2005年6月5日佳士得伦敦的一场拍卖中，被一位神秘买家以高达1143万的价格拍下。

亚德里亚之婚作为一个庆典仪式，在威尼斯共和国时期被用来表达威尼斯强大的海上霸权。
这个仪式最早可以追溯到公元1000年左右，威尼斯总督彼得罗·奥西奥罗二世最早通过类似的仪式来庆祝当时对達爾馬提亞的征服。后来人们普遍使用耶稣升天节这一天来象征性的作为奥西奥罗总督开始航程的日子，并以此乞求基督的宽恕。在形式上，一般是由总督的船只带领一个船队航向位于丽都岛的入海口，然后念祈祷文，旨在“让大海为威尼斯人和所有航海之人保持宁静”。接着总督和其余参加仪式的人会慎重的将圣水撒入大海，然后由神父高唱圣经中的句子，"求你用牛膝草洁净我，我就干净" （詩篇 51：7）。
这个古老仪式在公元1177年被教宗亚历山大三世赋予了圣礼一般的地位以作为对威尼斯人在与腓德烈一世的战争中保护教宗的答谢。当时教宗将自己手上的一枚戒指赐予威尼斯总督，并允许总督敕造一枚一样的戒指，并于耶稣升天节的这一天中沉入大海。通过对仪式的改造和教宗的加持，海洋婚礼就由过去的救赎之意变成了一种表现婚礼结合的仪式。
仪式改良之后的每一年，总督都会将一枚戒指沉入海中来表达威尼斯与大海不可分割的关系。而每一枚戒指也会以拉丁文雕刻“我们的结合，代表真实而永恒的统治”（Desponsamus te, mare, in signum veri perpetuique domini）。
在威尼斯共和国解体后，这项仪式并没有终止。如今，威尼斯市长仍然会乘坐一艘被称作“尊舫”（Bissona Serenissima）的船只来完成每年例行的仪式。